# Asa socken
Asa socken i Småland ingick i Norrvidinge härad i Värend, ingår sedan 1971 i Växjö kommun och motsvarar från 2016 Asa distrikt i Kronobergs län.
Socknens areal är 136 kvadratkilometer, varav land 122 År 2000 fanns här 276 invånare. Kyrkbyn Asa med sockenkyrkan Asa kyrka ligger i socknen. 

## Administrativ historik
Asa socken har medeltida ursprung.
Vid kommunreformen 1862 övergick socknens ansvar för de kyrkliga frågorna till Asa församling och för de borgerliga frågorna till Asa landskommun.  Denna senare inkorporerades 1952 i Lammhults landskommun som sedan 1971 uppgick i Växjö kommun. Församlingen uppgick 2010 i Aneboda-Asa-Bergs församling.
1 januari 2016 inrättades distriktet Asa, med samma omfattning som församlingen hade 1999/2000. 
Socknen har tillhört samma fögderier och domsagor som Norrvidinge härad. De indelta soldaterna tillhörde Kronobergs regemente, Norrvidinge kompani och Smålands husarregemente, Växjö kompani.

## Geografi
Asa socken ligger kring Asasjön vid Mörrumsåns övre lopp. Socknen är en kuperad skogsbygd, rik på mossar och småsjöar.

## Fornminnen
Flera hällkistor, flera rösen och några järnåldersgravfält har återfunnits.

## Namnet
Namnet (1322 Aasa), taget från kyrkbyn, syftar på de två åsryggar som sträcker sig norrut mot Kråketorp.